# Jean-Pierre Faye
Pour les articles homonymes, voir Faye.
Jean-Pierre Faye, né le 19 juillet 1925 dans le 6e arrondissement de Paris, est un écrivain, poète et philosophe français.

## Biographie
Né à Paris, Jean-Pierre Faye (prix Renaudot en 1964 pour L'Écluse et prix Bernard-Lecache 1993 pour La Déraison antisémite) passe, pour cause d'exode, son adolescence près d'Hendaye, où il est marqué à la fois par l'afflux des réfugiés républicains de la guerre d'Espagne et par les récits (journaux, radio) des premiers bombardements du Troisième Reich en Pologne, événements vus, lus ou entendus, qui lui « racontent l'histoire en train de se faire » et sont les éléments déclencheurs de ses premiers poèmes dont certains seront publiés en 1945 par Les Cahiers de la Table ronde. Licencié en droit et sciences économiques (1947), Diplôme d'études supérieures (1948 avec Gaston Bachelard), Jean-Pierre Faye obtient, en 1950, son agrégation de philosophie (il y est reçu deuxième), puis son doctorat d'État en 1972. Il a également été l'élève de Claude Lévi-Strauss et André Leroi-Gourhan au Musée de l'Homme.
Jean-Pierre Faye enseigne ensuite à Reims (1951), Chicago (1954-1955), Lille (1955) et Paris-Sorbonne (1956-1960). En 1964 il rejoint le CNRS dont il sera Directeur de recherche en 1983.
De 1963 à 1967, il est membre du comité de rédaction de la revue Tel Quel et fait partie de  « l'avant-garde littéraire en rupture avec Sartre », auquel il reproche, entre autres, « de ne pas connaître Saussure ». En désaccord personnel avec Philippe Sollers et avec ce qu'il nomme « la dictature structuraliste » de cette publication, il la quitte pour créer, en 1967, la revue Change avec Maurice Roche et Jacques Roubaud. La dispute Sollers-Faye se poursuivra de longs mois, notamment dans les colonnes de L'Humanité en septembre 1969, chacun accusant l'autre d'inspiration « fasciste » et revendiquant « la légitimité d’une référence à Derrida et, à travers lui, à Heidegger ».

À Change, Faye est rejoint par Philippe Boyer, Jean-Claude Montel, Jean Paris, Léon Robel, Mitsou Ronat, Saúl Yurkievich, Geneviève Clancy et Félix Guattari, il en est le directeur jusqu'en 1985. En se réclamant des formalistes russes et des linguistes tchèques; en ouvrant ses pages à la grammaire générative de Noam Chomsky, il y développe le « Mouvement du change des formes », base de regroupements transversaux et de variations théoriques dont le but se comprend autour de cette formule : « La langue, en se changeant, change les choses. »

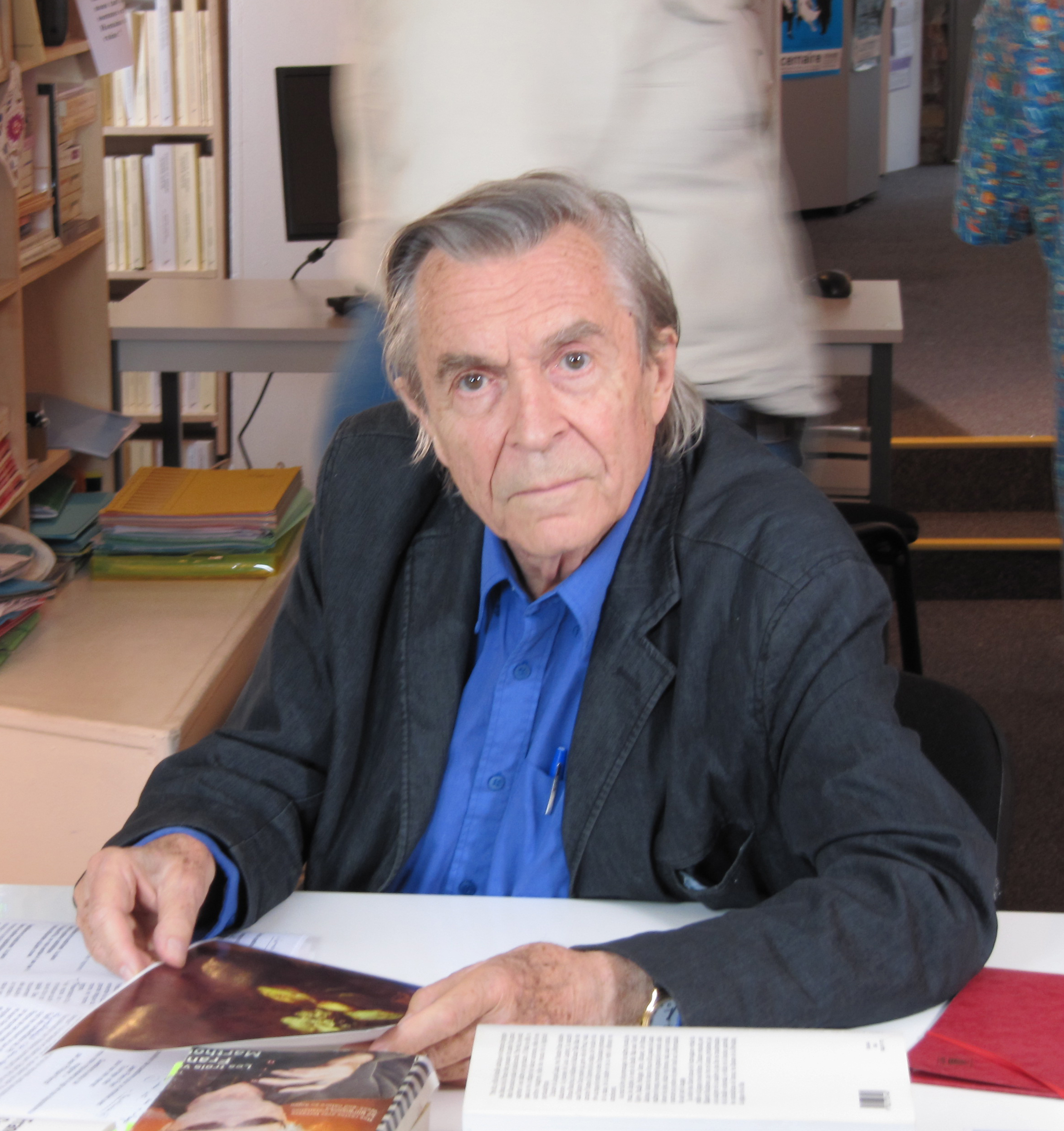
Jean-Pierre Faye, octobre 2010

Le 21 mai 1968, Jean-Pierre Faye fonde l'Union des écrivains aux côtés notamment d'Alain Jouffroy, Bernard Pingaud, Catherine Claude, Nathalie Sarraute, et Michel Butor. Ce regroupement de quelque 200 écrivains est conçu à la fois comme un mouvement solidaire des écrivains tchèques à Prague, soumis à une censure totale, et comme un lieu de réflexion sur le sens de la littérature dans un monde en crise. Il en deviendra président en 2000, après la mort de Catherine Claude qui occupait cette fonction jusqu'alors.
En 1977, il analyse encore le Printemps de Prague de 1968 essentiellement sous l'angle des conseils ouvriers. La même année, il cosigne dans Le Monde une tribune minimisant la gravité d'actes pédophiles.
En septembre 1981, il conçoit avec Félix Guattari les bases d’une Université philosophique, qui sera fondée en 1983 comme Collège international de philosophie avec François Châtelet, Jacques Derrida et Dominique Lecourt.
En 1985 le Collège international de philosophie est refondé comme Université européenne de la recherche dont il est, depuis lors, le président.
En 2013, lors des 30 ans du Collège international de philosophie, Jean-Pierre Faye suscite un esclandre en affirmant dans une Lettre sur Derrida (éd. Germina) que dès ses commencements « le nazi Heidegger devient le maître à penser du Collège international de philosophie ». Un collectif de philosophes condamne ce qu'il nomme un « brûlot » et « une démonstration... aussi inconsistante que rapide ». Selon ces philosophes, « une rancune macérée depuis trente ans [à l'égard de Derrida] balaye la plus élémentaire précaution d’analyse ».
Spécialiste de la philosophie allemande, Jean-Pierre Faye est aussi auteur d'essais sur les fonctions sociales et politiques du langage tels que Langages totalitaires (étude de la formation du système de discours propre aux idéologies fascistes), La raison narrative (réflexion sur les entrelacs entre énoncé philosophique et logique de la narrativité) ou encore Migrations du récit sur le peuple juif (analyse des invariants sur le judaïsme, de la chrétienté médiévale aux temps modernes). Son œuvre se répartit également entre fictions éclatées sous l'appellation Hexagramme (Entre les rues, La Cassure, Battement) qui explorent la transformation des lieux, théâtre (Les grandes journées du Père Duchesne) et poésie (Fleuve renversé, Couleurs pliées, Verres, Syeeda).
On lui attribue la paternité de la théorie du fer à cheval en politique (1972),.
Son fils, Emmanuel Faye, est philosophe et professeur à l'Université de Rouen-Normandie.

## Œuvres

### Fiction
- L'Hexagramme
  - Entre les rues, Paris, Le Seuil, 1958. Réédition Notes de Nuit.
  - La Cassure, Paris, Le Seuil, 1961. Réédition Notes de Nuit.
  - Battement, Paris, Le Seuil, 1962. Réédition Notes de Nuit.
  - Analogues, Paris, Le Seuil, 1964. Réédition Notes de Nuit.
  - L'Écluse, Paris, Le Seuil, 1964 (réédition, Paris, Hermann, 2009). Réédition Notes de Nuit.
  - Les Troyens, Paris, Le Seuil, 1970

- Autres
- Inferno, versions, Paris, Seghers /Laffont, 1973
- L’Ovale (détail), Paris, Robert Laffont, 1973
- Les Portes des villes du monde, Paris, Belfond, 1977
- Yumi, visage caméra, Paris, Lieu commun, 1983, réédition Notes de Nuit, 2012 (accompagné d'un DVD de lecture intégrale par Aurore Clément
- La Grande Nap, Paris, Balland, 1992
- Didjla, le Tigre, Paris, Balland, 1994, réédition Notes de Nuit,(accompagné d'un DVD de lecture intégrale par Bérangère Bonvoisin
- La bataille de Léda, Paris, Hermann, 2008

### Essais
- Introduction à Epicure, Paris, Hermann, 1965
- Le récit hunique, Paris, Le Seuil, 1967
- Langages totalitaires, Hermann, 1972; réédition augmentée, Paris, Hermann, 2004
- Théorie du récit : introduction aux langages totalitaires, Paris, Hermann, coll. « Savoir », 1972, 140 p. (ISBN 9782705656959, OCLC 495863500, BNF 34564233, présentation en ligne), p. 124, 133 ; Poche, 2009
- La critique du langage et son économie, Paris, Galilée, 1973
- Migrations du récit sur le peuple juif, Paris, Belfond, 1974
- Prague, la révolution des conseils ouvriers 1968-1969, avec Vladimir Claude Fišera, Seghers/Laffont, Paris, 1977
- Dictionnaire politique portatif, Paris, Gallimard, coll. « Idées », 1982
- La raison narrative, Paris, Balland, Metaphora, 1990
- L’Europe une. Les philosophes et l’Europe, Paris, Gallimard, coll. « Arcades », 1992
- La déraison antisémite et son langage (avec Anne-Marie de Vilaine), Arles, Actes Sud, coll. « Babel », 1993
- Le piège. La philosophie heideggerienne et le nazisme, Paris, Balland, 1994
- La frontière. Sarajevo dans l’archipel, Arles, Actes Sud, 1995
- Le langage meurtrier, Paris, Hermann, 1996
- Le siècle des idéologies, Paris, Armand Colin 1996, Pocket, 2002
- Qu’est-ce que la philosophie ?   Paris, Armand Colin, 1997
- Le vrai Nietzsche : guerre à la guerre, Paris, Hermann, 1998
- Dialogue et court traité sur le transformat (avec  Henri Maccheroni), Al Dante 2000
- Nietzsche et Salomé. La philosophie dangereuse, Paris, Grasset, 2000
- Journal du voyage absolu, Paris, Hermann, 2003
- La philosophie désormais, Paris, Armand Colin, 2003
- Voies nouvelles de la philosophie. Philosophie du transformat, Paris, Hermann, 2008
- L’histoire cachée du nihilisme (avec Michèle Cohen-Halimi), La Fabrique  2008
- La crise, la bulle et l’avenir, suivi de La plus grande tragédie philosophique et la crise, Paris, Hermann, 2010
- L'expérience narrative et ses transformations, Paris, Hermann, 2010
- Paul de Tarse et les Juifs, Paris, Germina, coll. « Cercle de philosophie », 2012
- Lettre sur Derrida, Paris, Germina, coll. « Cercle de philosophie », 2013
- L'État total selon Carl Schmitt, Paris, Germina, coll. « Cercle de philosophie », 2013
- Le corps miroir, Caen, Nous, coll. « Antiphilosophique », 2020

### Poésie
- Fleuve renversé, GLM,1959
- Couleurs pliées, Gallimard,1965
- Verres, Seghers/Laffont, 1977
- Sacripant  furieux, Change errant. 1980
- Syeeda, Shakespeare & Company 1980. Reliefs, 1984
- Le livre de Lioube, Fourbis, 1992, dessins de Gérard Titus-Carmel
- Guerre trouvée, Al Dante, 1995
- Ode Europe, Imprimerie nationale, 1992
- Le livre du vrai . événement violence, L’Harmattan, 1999
- Herbe hors d’elle, Rémy Maure 2006, lithographies d’Anne Slacik
- désert fleuve  respirés, L’Ariane 2005, estampes et dessins d’Arman
- Éclat rançon, La Différence, 2007
- Diwan Sertão, Notes de Nuit 2011, peintures d'Anne Slacik

### Anthologie
- Comme en remontant un fleuve (anthologie poétique), L'Act Mem, 2010
- Poèmes, anthologie, 1939-2013, choix et préface : Nasser-Edine Boucheqif. coll. « Au-delà des Rives », Polyglotte-C.i.c.c.a.t, 2013

### Livre audio
- Choix de poèmes lus par l'auteur, Notes de Nuit, 2011

### Traductions
- Hölderlin, Douze poèmes, G L M 1965, L’Amourier 2000
- Jack Spicer, Langage, Seghers/ Laffont, Change 28. 1975
- Jaroslav Seifert, Sonnets de Prague, Change errant 1979, Seghers 1985
- Jerome Rothenberg, Poèmes pour le jeu du silence, Christian Bourgois 1978
- Vasko Popa, La tour des crânes, Migrations littéraires, 1989
- Eva Diamanstein, Matière de miroir, L’Harmattan 2000

### Théâtre
- Théâtre  [Hommes et pierres, Latvia, Vitrine, Centre], Seuil 1964
- Iskra, suivi de Cirque, Seghers/Laffont 1973
- Les Grandes Journées du Père Duchesne, Seghers/Laffont 1981
- La Fête de l’Ane de Zarathustra, L’Harmattan  2009, dessins de Vladimir Veličković

### Ouvrages collectifs
- Hypothèses, Seghers/Laffont 1972, (avec Roman Jakobson, Noam Chomsky, Jacques Roubaud, Mitsou Ronat)
- Les morts, les mots, les appareils d’Etat, Galilée 1973
- Portugal : la révolution dans le labyrinthe, Lattès 1976
- La Révolution des conseils ouvriers, Seghers/Laffont, Change 1977
- Langue, théorie générative étendue, Hermann 1977, avec Mitsou Ronat
- Commencement d’une figure en mouvement, Stock 1980, avec Philipe Boyer
- Les chambres à gaz, secret d’Etat, Minuit 1984, E. Kogon, H. Langbein, A. Rückerl (avec Germaine Tillion, Geneviève De Gaulle)
- Paroles à la bouche du présent, Al Dante 1997, avec Natacha Michel, Alain Badiou
- Le transformat, le littoral, éd. Sils Maria : Concepts, 2003
- Change, première suite, 10/18, 1974
- Change de forme, I, 10/18, 1975
- Change matériel, II, 10/18, 1975
- Change, Seuil, et Seghers/Laffont, 1968/1985, 45 volumes
- La Sorte, Pleine Page (collection L'un dans l'autre), 2007, avec Henri Maccheroni

### Divers
- « Ce que Change a fait », revue Faire Part no 16/17, 2005, 178 p.
- « Jean-Pierre Faye et la philosophie », revue Concepts no 7, Éditions Sils Maria, 2004, 206 p. (contient 2 inédits de Jean-Pierre Faye : Goering et Carl Schmitt dans le IIIe Reich et un texte d'une soixantaine de pages, Le transformat, le littoral)

### Scénarios
- Grandes narrations de Bourgogne, Publisud 1983, avec Hugo Santiago
- Amants et autres animaux, avec Stephen Hamel
- Mita’a, le danger d’or

## Études
- Maurice Partouche, Jean-Pierre Faye, Seghers, 1980
- Mitsou Ronat, Faye, L'Âge d'homme, 1980.
- Marie-Christine Balcon, Lire Jean-Pierre Faye, L'œuvre narrative, entre poésie et philosophie : un terrain d'aventure. (Fragments recueillis), L'Harmattan, coll. « Espaces littéraires », 2008,  (ISBN 2-7475-9882-9), 302 p.
- Patrick Combes, Mai 68, les écrivains, la littérature, L'Harmattan, 2008, 350 p., (chapitres II et VI sur Jean-Pierre Faye et l'Union des écrivains en 1968),  (ISBN 978-2-296-06340-2)

## Récompenses et distinctions
- Chevalier de la Légion d'honneur
- Commandeur de l'ordre des Arts et des Lettres[21]